# Баришников Михайло Миколайович
Бари́шников Михайло Миколайович (27 січня 1948, Рига) — американський балетний танцівник, хореограф, балетмейстер, актор кіно російського походження.

## Життєпис
Народився в родині російських мігрантів у Ризі. Навчався у Ризькій середній школі № 22. Займатися балетом почав у Ризькому хореографічному училищі у педагога Юріса Капраліса і Валентина Блінова. Вчився в одному класі з Олександром Годуновим. Продовжив навчання в Ленінградському хореографічному училищі в класі Олександра Пушкіна (у нього ж раніше навчався Рудольф Нурієв).

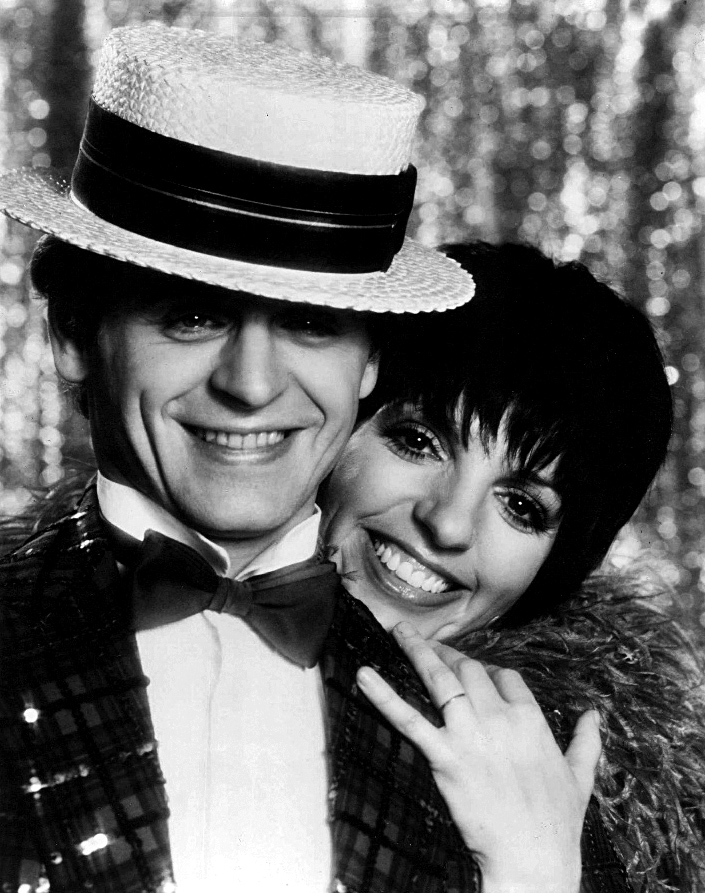
Баришников та Лайза Мінеллі у шоу «Baryshnikov on Broadway», 1980 рік

Був солістом Кіровського театру в Ленінграді в період 1967—1974 років. Під час гастролей радянського театру за кордоном в 1974 році, отримавши запрошення вступити у трупу Американського театру балету від Олександра Мінца вирішив не повертатися до СРСР і залишитися в Канаді. Став «неповерненцем»., що викликало великий скандал у радянських політичних колах.
Танцював у різних трупах і згодом став основним танцюристом у трупі Американського театру балету (АБТ), партнером Гілсі Кіркланд. Удосконалював свою майстерність у відомого балетного педагога-репетитора Валентини Переяславець. У 1978-80 виступав у трупі Нью-Йоркського міського балету, створеного Джорджем Баланчиним. В період 1980—1989 років директор, балетмейстер і прем'єр Американського театру балету.
З 1990 по 2002 рік очолював трупу «Проєкт білий дуб» (Флорида), яку він заснував разом з Марком Морісом. Від 2005 року художній керівник «Центру мистецтв імені Михайла Баришнікова».
Знімався в кіно, зокрема в популярному телесеріалі «Секс і місто». Зіграв колишнього радянського танцюриста-«неповерненця» у фільмі «Білі ночі» (1985). Брав участь у драматичному спектаклі «Метаморфози» (1989) на Бродвеї.
В лютому 2022 виступив проти російського вторгнення в Україну. У березні того ж року разом із письменником Борисом Акуніним та економістом Сергієм Гурієвим запустив благодійний проєкт «Справжня Росія» (True Russia), спрямований на збір коштів на користь українських біженців. Сайт проєкту був заблокований на вимогу Генпрокуратури Росії 24 травня 2022 року, після чого Баришников звернувся з відкритим листом до Володимира Путіна: «Такі, як ми, принесли більше честі російському світу, ніж вся ваша неточна високоточна зброя. Вашому російському світу — світові страху, світові, що спалює підручники української мови, не бувати, доки є ми, щеплені в дитинстві від цієї чуми. Нашому ж світу бути — незважаючи на всі ваші блокування. Ми знаємо, як зберегти цінності нашого російського світу. А ваш світ, якщо не прокинеться, помре від своїх страхів.»

## Фільмографія
- Точка звороту (The Turning Point) — 1977
- Білі ночі (White Nights) — 1985
- Справа фірми (Company Business) — 1991
- Секс в місті (серіал) — 2003—2004

## Приватне життя
Багато років живе у фактичному шлюбі з танцівницею Американського театру-балету та журналісткою Лізою Райнгарт (Lisa Rinehart), з якою має трьох дітей: сина Пітера (* 1989), дочок Анну (* 1992) та Софію (* 1994).
З американською акторкою Джессікою Ленґ має дочку Александру (* 1981).
Під час роботи в Американському театрі балету мав роман із партнеркою Гілсі Кіркланд. Подробиці їх складного роману балерина опублікувала 1986 року в автобіографії «Dancing on My Grave».

## Цікаві факти
- Михайло Баришников номінувався на «Оскар» за роль другого плану в картині «Поворотний пункт». Фільм був представлений в одинадцяти номінаціях на премію, але не отримав жодної.
- Втеча Баришникова із СРСР нагадала такий же вчинок 13-річної давнини іншої радянської балетної зірки — Рудольфа Нурієва. Цій події присвятив сатиричний експромт російський актор і поет Валентин Гафт:

| На гастролях был балет, все собрались — Миши нет! Оказалось, он — на месте. остальные — просто вместе. |
- Поет Йосип Бродський присвятив Баришникову кілька віршів: «Класичний балет є замок краси…» [11] (зі збірки «Частина мови») і «Раніше ми поливали газон з лійки…» (з книги «Пейзаж з повінню»).